# Adobe Fresco
Adobe Fresco — це векторний та растровий графічний редактор, розроблений Adobe переважно для цифрового малювання.   Спочатку створений для Apple iPad із підтримкою Apple Pencil, розробка Adobe Fresco почалася наприкінці 2019 року.  Разом із Creative Cloud, Fresco був випущений в рамках CC 2019.

## Історія
Про Adobe Fresco для iPad із підтримкою Apple Pencil вперше було анонсовано в листопаді 2018 року, а користуватися програмним забезпеченням можна було вже в листопаді 2019 року після презентації на Adobe MAX 2019. 
З тих пір використання Adobe Fresco стало безкоштовним, але він й досі має преміум-підписку, яку можна придбати окремо або разом із підпискою Creative Cloud All Apps.   Підписка дає можливість використовувати сезонні та ексклюзивні пензлі та додає багато нових шрифтів. 
У 2022 році Adobe Fresco представила себе як простий спосіб створювати витвори мистецтва за допомогою скетчів, малюванням різними видами імітації фарб та за допомогою векторних об'єктів на iPad. 
У 2024 році Adobe відкрила повний безкоштовний доступ до всіх функцій програми, а саме можливість користуватися понад тисячею пензлів та всіма преміальними можливостями без необхідності щомісячної підписки.

## Інструменти
Інтерфейс користувача містить різні функції, включаючи живі (Live Brushes) та векторні (Vector Brushes) пензлі, базове редагування фотографій, накладання шарів тощо. 
Він також пропонує сітки перспективи різних видів (1, 2 та 3 проєкції) та підтримує покадрову та анімацію за допомогою інструментів руху за вказаною траєкторією, представлених у 2021 році. Панелі інструментів, розташовані ліворуч та праворуч екрана, містять різноманітні інструменти для вибору, створення та редагування шарів або об'єктів. Можна вибрати такі інструменти: 
- намалювати малюнок (растровий або векторний шар)
- створити текстове поле
- додати зображення з пристрою
- трансформувати об'єкти на шарі
- вставити або вирізати об'єкти
- створити символьне зображення
- переміщувати та масштабувати полотно
- додати коментар.

## Також шукають
- Adobe Illustrator
- Adobe Photoshop
- Procreate
- Krita